# Joachim von Schinckel
Joachim (Jochen) von Schinckel (* 29. August 1895 in Hamburg; † 3. Mai 1976 ebenda) war ein deutscher Bankier sowie Teilhaber und späterer alleiniger Inhaber der Firma Hesse Newman & Co.

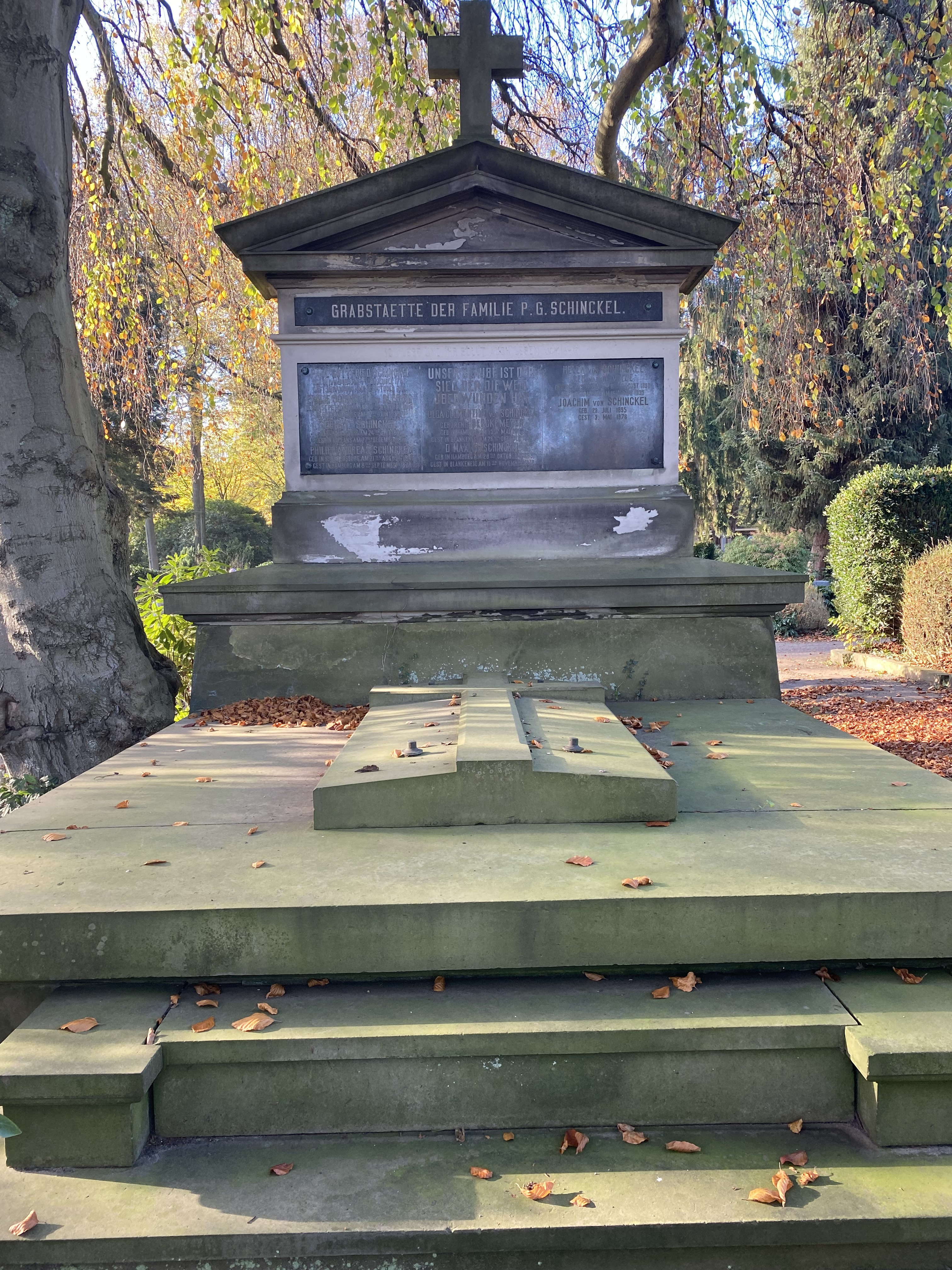
Familiengrabstätte Paul Gottfried Schinckel

Von Schinckel entstammte einer alteingesessenen Hamburger Kaufmannsfamilie und war der Sohn des Bankiers Max von Schinckel (1849–1938), welcher langjähriger Geschäftsinhaber der Disconto-Gesellschaft war. Mitte der 1920er Jahre besaß er das ererbte 836 ha große Gut Schwechow im Amt Hagenow. Die anderen Güter des Vaters übernahm sein älterer Bruder Ernst von Schinckel-Kartzitz (1889–1945).
Im Jahre 1923 heiratete er Helen van de Velde, Tochter von Henry van de Velde, der für das Bankhaus tätig war. Nach dem frühen Tod von Helen im Jahre 1935 heiratete er 1937 in Hamburg Gabriele Prinzessin von Schoenaich-Carolath (1897–1964), eine Tochter von Emil von Schoenaich-Carolath. In dritter Ehe war Schinckel seit 1965 mit Gräfin Helga von Holck verbunden.
Er trat 1930 als Teilhaber in das Bankhaus Hesse Newman & Co. ein. Nach dem Ausscheiden von Alfred Percy Hesse (1935), Edmund Robert Newman (1959) und Gerd Feustel (1963) wurde er alleiniger Inhaber des Unternehmens, was er bis 1967 blieb. In der Tradition seines Vaters hielt er die enge Verbindung zur Deutschen Bank aufrecht, in der die Disconto-Gesellschaft 1929 aufgegangen war. Bis zu seinem Tode 1976 war er deren Beirat.
Joachim von Schinckel wurde wie schon sein Vater auf dem Alten Niendorfer Friedhof in Hamburg in der Familiengruft von Paul Gottfried Schinckel beigesetzt.